# Eilema creatoplaga
Eilema creatoplaga är en fjärilsart som beskrevs av George Francis Hampson 1901. Eilema creatoplaga ingår i släktet Eilema och familjen björnspinnare. Inga underarter finns listade i Catalogue of Life.